# BI Возничего
BI Возничего (лат. BI Aurigae) — одиночная переменная звезда в созвездии Возничего на расстоянии (вычисленном из значения параллакса) приблизительно 7238 световых лет (около 2219 парсеков) от Солнца. Видимая звёздная величина звезды — от +16,3m до +13,5m.

## Характеристики
BI Возничего — красная пульсирующая переменная звезда, мирида (M) спектрального класса M6. Эффективная температура — около 3293 К.